# Gertruda Mieszkówna
Gertruda (ur. ok. 1025, zm. 4 stycznia 1108) – córka króla Polski Mieszka II Lamberta i Rychezy; od 1043 lub 1044 żona Izjasława I, wielkiego księcia kijowskiego (od 1054). Jako autorka łacińskich modlitw prozą poetycką, zapisanych w Kodeksie Gertrudy jest najdawniejszym pisarzem polskim znanym z imienia.

## Losy do 1043 roku
Była córką Mieszka II Lamberta, króla Polski, i Rychezy. Miejsce i dokładna data jej narodzin nie są znane; Teresa Michałowska uznaje za najprawdopodobniejsze miejsca narodzin Gertrudy Kraków bądź Gniezno. Prawdopodobnie urodziła się około 1025 roku. Jako pierwszy tę hipotezę wysunął Stanisław Kętrzyński.
O jej dzieciństwie i młodości brak bliższych informacji. Wczesną młodość spędziła najpewniej w Gnieźnie. Późną jesienią bądź zimą 1031, w obliczu upadku władzy Mieszka II w Polsce, Rycheza wraz z trojgiem dzieci, w tym Gertrudą, opuściła kraj i udała się na dwór niemiecki Konrada II. W Niemczech Gertrudę umieszczono prawdopodobnie w jednym z klasztorów żeńskich w prowincji kolońskiej, gdzie nabywała wykształcenia.

## Ślub z Izjasławem I
Po utrwaleniu się rządów Kazimierza I Odnowiciela Gertrudę, jego siostrę, postanowiono wydać za syna księcia Jarosława Mądrego, Izjasława. Najpewniej na przełomie 1042 i 1043 opuściła ona Niemcy, być może przez pewien czas przebywała w Krakowie, i pod koniec 1043 zawarła mariaż z Izjasławem. Ruskie źródła podają, że miało to miejsce w 1043 roku, jednak na Rusi Kijowskiej w XI w. rok liczono od 1 marca, dlatego data ślubu zamyka się w przedziale między 1 marca 1043 a 29 lutego 1044 roku. Małżeństwo to miało umocnić sojusz polsko-ruski. Kazimierz I Odnowiciel, brat Gertrudy, był żonaty z Marią Dobroniegą, siostrą Jarosława Mądrego i ciotką Izjasława.

## Jako żona Izjasława
Pierwsze lata po zawarciu mariażu z Izjasławem Gertruda spędziła w Turowie, stolicy ziemi turowskiej, którą jej mąż otrzymał wówczas od ojca na własność. Po śmierci księcia Włodzimierza w 1052 Izjasławowi przypadła we władanie ziemia nowogrodzka. Najprawdopodobniej Gertruda przebywała więc w Nowogrodzie od 1052 do 1054, kiedy to zmarł Jarosław Mądry, a Izjasław został księciem kijowskim. W tym okresie Gertruda urodziła trzech synów: Mścisława, Światopełka-Michała (ur. 1050) oraz Jaropełka. Niewykluczona pozostaje także kwestia urodzenia nieznanej z imienia córki. Poświadczona źródłowo jest rozjemcza rola Gertrudy w konflikcie Izjasława ze środowiskiem skupionym wokół klasztoru peczerskiego na początku lat 60. XI wieku.
15 września 1068 klęska poniesiona z rąk plemienia Połowców i niepokoje w stolicy zmusiły Izjasława do porzucenia tronu i ucieczki z Kijowa. Jesienią 1068 Gertruda wraz z mężem znalazła się w Krakowie. Rządzący wówczas Polską książę Bolesław, bratanek Gertrudy, wiosną 1069 zbrojnie wyruszył na Ruś i przywrócił Izjasława na tron kijowski (2 maja 1069). Połock otrzymał wówczas syn Izjasława i Gertrudy, Światopełk-Michał. W maju 1072 uczestniczyła w uroczystym zjeździe w Wyszogrodzie.
Wiosną 1073 para książęca z dziećmi znowu musiała uchodzić do Polski. 22 marca Izjasław i Gertruda opuścili Kijów. Najpóźniej w kwietniu Gertruda znalazła się ponownie w Krakowie. Tym razem Bolesław Śmiały opowiedział się po stronie opozycji ruskiej i przywłaszczył część klejnotów znajdujących się w posiadaniu Izjasława. Wobec braku szans na interwencję polską Gertruda z mężem, bądź z własnej woli, bądź wygnani przez Bolesława, opuścili w 1074 Kraków i udali się do Niemiec na dwór Henryka IV. Bolesław jednak zmuszony został przez papieża do pogodzenia się z parą książęcą, co miało być warunkiem przyznania mu korony królewskiej.
W Niemczech para książęca znalazła początkowo schronienie na dworze Dediego, margrabiego łużyckiego. Na początku 1075 doszło do spotkania Henryka IV z Izjasławem (w którym prawdopodobnie uczestniczyła także Gertruda); król Niemiec zobowiązał się wysłać poselstwo do księcia kijowskiego Światosława z zadaniem pertraktacji na rzecz wygnanej pary. Parze książęcej udało się także pozyskać dla swojej sprawy papieża Grzegorza VII, który listownie wyraził poparcie ich starań. 
Latem 1075 z Kijowa powróciło poselstwo wysłane przez Henryka IV; Światosław zdołał przekonać wysłanników króla Niemiec, zajętego wówczas pacyfikacją powstania w Saksonii, do porzucenia sprawy przywrócenia Izjasława na tron. W obliczu tego faktu oraz śmierci opiekuna pary książęcej, Dediego, nadzieje na odzyskanie tronu kijowskiego przy pomocy niemieckiej straciły rację bytu. Z kolei znaczne wzmocnienie pozycji koronowanego w 1076 Bolesława i śmierć Światosława odmieniły sytuację polityczną na korzyść wygnanej pary książęcej: król Polski, chcąc zabezpieczyć swoje wpływy na Wschodzie, postanowił na powrót osadzić Izjasława na tronie kijowskim. Zimą 1076 bądź wiosną 1077 Gertruda wraz z mężem znalazła się ponownie w Krakowie. Wiosną ruszyła kolejna polska wyprawa zbrojna  i już 15 lipca 1077, po krótkich pertraktacjach z bratem Wsiewołodem, Izjasław zasiadł na tronie. Gertruda odzyskała tym samym pozycję wielkiej księżnej kijowskiej, ale utraciła ją po skrytobójczej śmierci męża 3 października 1078. 
W powyższym okresie powstał wspaniale iluminowany Kodeks Gertrudy (1068–1087) oraz najstarszy z pisanych tekstów astrologicznych z terenu Polski, Speculum astrologicum, pochodzący prawdopodobnie z 1068 r.

## Losy po śmierci męża
Po śmierci męża Gertruda przebywała na dworze najmłodszego syna Jaropełka, księcia turowskiego i włodzimierskiego. Przebywała wówczas we Włodzimierzu, nie odgrywając większej roli politycznej. 
W 1084 Jaropełk ruszył zbrojnie przeciwko panującemu w Kijowie Wsiewołdowi. W  wyniku działań zbrojnych w tym samym roku Gertruda stała się zakładniczką syna Wsiewołoda, Włodzimierza Monomacha; zdobył on Łuck, w którym schroniła się opuszczona przez syna księżna-wdowa. Została ona następnie przewieziona do Kijowa i, być może, osadzona w klasztorze żeńskim św. Mikołaja. Około 1086, po zawarciu pokoju, Gertruda powróciła do Włodzimierza Wołyńskiego. 
W listopadzie 1086 Jaropełk został zamordowany. Od tego momentu opiekę nad Gertrudą przejął najprawdopodobniej jej jedyny pozostały przy życiu syn, Światopełk-Michał, który jeszcze za jej życia został wielkim księciem kijowskim. Gertruda dalsze lata życia spędziła najprawdopodobniej w Kijowie. Zmarła 4 stycznia 1108 roku w wieku około 83 lat. Nie jest znane miejsce jej pochowania.

## Rodzina

### Potomstwo
Gertruda i Izjasław I (ur. ok. 1024/1025, zm. 3 października 1078) doczekali się trzech synów. Byli to:
- Mścisław (ur. ?, zm. 1069), książę nowogrodzki i połocki,
- Jaropełk Piotr (ur. przed 1050, zm. 22 października 1087), książę wyżgorodzki, włodzimiersko-wołyński i turowski,
- Światopełk II Michał (8 listopada 1050, zm. 16 kwietnia 1113), książę nowogrodzki, turowski, wielki książę kijowski.

Gertruda określiła Jaropełka mianem unicus, co znaczy umiłowany. Inne znaczenie tego słowa to jedyny, stąd niektórzy badacze sądzili, że był to jej jedyny syn, zaś pozostali pochodzili z bliżej nieznanego innego związku Izjasława. Obecnie pochodzenie trzech synów Izjasława od Gertrudy nie ulega wątpliwości.

### Genealogia
| Bolesław I Chrobry ur. 967 zm. 17 VI 1025 | Bolesław I Chrobry ur. 967 zm. 17 VI 1025 |                                                 |                                                 | Emnilda ur. w okr. 970–975 zm. 1016 lub 1017 | Emnilda ur. w okr. 970–975 zm. 1016 lub 1017 |  |  | Ezzon ur. 955 zm. 21 V 1034 | Ezzon ur. 955 zm. 21 V 1034 |                                     |                                     | Matylda ur. 980 zm. 4 XI 1025 | Matylda ur. 980 zm. 4 XI 1025 |
|                                           |                                           |                                                 |                                                 |                                              |                                              |  |  |                             |                             |                                     |                                     |                               |                               |
|                                           |                                           |                                                 |                                                 |                                              |                                              |  |  |                             |                             |                                     |                                     |                               |                               |
|                                           |                                           | Mieszko II Lambert ur. 990 zm. 10 lub 11 V 1034 | Mieszko II Lambert ur. 990 zm. 10 lub 11 V 1034 |                                              |                                              |  |  |                             |                             | Rycheza ur. ok. 993 zm. 21 III 1063 | Rycheza ur. ok. 993 zm. 21 III 1063 |                               |                               |
|                                           |                                           |                                                 |                                                 |                                              |                                              |  |  |                             |                             |                                     |                                     |                               |                               |
|                                           |                                           |                                                 |                                                 |                                              |                                              |  |  |                             |                             |                                     |                                     |                               |                               |
|                                           |                                           |                                                 |                                                 |                                              |                                              |  |  |                             |                             |                                     |                                     |                               |                               |

|                                                   |                                                   | Izjasław I ur. ok. 1024/1025 zm. 3 X 1078 OO 1043 lub 1044 | Izjasław I ur. ok. 1024/1025 zm. 3 X 1078 OO 1043 lub 1044 | Gertruda Mieszkówna (ur. ok. 1025, zm. 4 I 1108) | Gertruda Mieszkówna (ur. ok. 1025, zm. 4 I 1108) |  |  |  |  |
|                                                   |                                                   |                                                            |                                                            |                                                  |                                                  |  |  |  |  |
|                                                   |                                                   |                                                            |                                                            |                                                  |                                                  |  |  |  |  |
|                                                   |                                                   |                                                            |                                                            |                                                  |                                                  |  |  |  |  |
| Światopełk II Michał ur. 8 XI 1050 zm. 16 IV 1113 | Światopełk II Michał ur. 8 XI 1050 zm. 16 IV 1113 | Jaropełk Piotr ur. przed 1050 zm. 22 X 1087                | Jaropełk Piotr ur. przed 1050 zm. 22 X 1087                | Mścisław Iziasławicz ur. ? zm. 1069              | Mścisław Iziasławicz ur. ? zm. 1069              |  |  |  |  |